# Idaea sriginaria
Idaea sriginaria là một loài bướm đêm trong họ Geometridae.